# Porte-du-Ried
Porte-du-Ried – gmina we Francji, w regionie Grand Est, w departamencie Górny Ren. W 2013 roku liczba ludności wynosiła 1756 mieszkańców. 
Gmina została utworzona 1 stycznia 2016 roku z połączenia dwóch ówczesnych gmin: Holtzwihr oraz Riedwihr. Siedzibą gminy została miejscowość Holtzwihr.